# Семенівський провулок (Житомир)
Семенівський провулок — провулок в Богунському районі міста Житомира.

## Характеристики
Знаходиться на Мальованці. Бере початок з вулиці Кармелюка. Прямує на південний захід. Завершується перехрестям з вулицею Героїв Пожежників. Від Семенівського провулка бере початок провулок Семена Палія.

## Історія
Провулок сформувався до початку XX століття. Історична назва — Семенівський. Забудова частково сформувалася до початку XX століття. На початку XX століття був довшим у північно-східному напрямку та завершувався перехрестям з Радивілівською вулицею. До 1950-х років був дещо довшим у південно-західному напрямку. Внаслідок формування у 1950-х роках нового кварталу садибної житлової забудови в межах нинішніх вулиць Героїв Пожежників та Західної, провулків Острозького та Корецького, відтинок на південний захід від вулиці Героїв Пожежників зник.